# Automerina
Automerina is een geslacht van vlinders van de familie nachtpauwogen (Saturniidae), uit de onderfamilie Hemileucinae.

## Soorten
- A. auletes (Herrich-Schäffer, 1854)
- A. beneluzi Lemaire, 2002
- A. carina Meister, Naumann & Brechlin, 2005
- A. caudatula (R. Felder & Rogenhofer, 1874)
- A. cypria (Gmelin, 1790)
- A. vala (Kirby, 1871)